# 張仲琰
张仲琰（6世纪—617年），京兆郡（治今陕西省西安市）人，隋朝将领，張祥之子。
李渊太原起兵入关时，张仲琰担任隋朝的上洛（今陕西省商洛市商州区）县令，带领部下、百姓占据城池抵抗。部下杀了他，投降李渊。李密的瓦岗军杀了张仲琰的哥哥張季珣，宇文化及之乱，杀了张仲琰的弟弟千牛左右张琮，兄弟三人都死于隋朝国难。